# Auf Nummer sicher?
Auf Nummer sicher? ist ein Fernsehfilm des Filmregisseurs David Dietl aus dem Jahr 2007. Auf dem Sender ZDF wurde er am 14. Mai 2007 erstaufgeführt. Der Film wurde im Auftrag der Redaktion „Kleines Fernsehspiel“ des ZDF produziert.

## Handlung
Journalistin Sandra Harkow produziert für die RFID-Industrie einen Werbefilm. Durch einen Zeitreisenden erfährt sie von der düsteren Zukunft, die durch die RFID-Chips ausgelöst wird. Durch ihr Zusammentreffen mit jenem Zeitreisenden wird sie hellhörig und recherchiert rund um die Funkchips.
Durch den sogenannten Doku-Fiction-Stil, der reale Interviews mit Filmszenen schlüssig kombiniert, erhält der Zuschauer den Eindruck, Teil dieser Realität zu sein.

## Kritiken
Das Lexikon des Internationalen Films urteilt: „Spannender Technologie-Thriller, der in einer Mischform aus Spielszenen, Experten-Interviews, Dokumentarmaterial und „inszenierten“ Dokumentarszenen vor allzu eilfertig eingesetzter Überwachungstechnik warnt.“